# Maladera stipidosa
Maladera stipidosa är en skalbaggsart som beskrevs av Brenske 1899. Maladera stipidosa ingår i släktet Maladera och familjen Melolonthidae. Inga underarter finns listade i Catalogue of Life.